# پیوش گوپتا
پیوش گوپتا (انگلیسی: Piyush Gupta؛ زادهٔ ۲۴ ژانویهٔ ۱۹۶۰) بانکدار و مدیر اجرایی اهل سنگاپور است، که هم‌اکنون به‌عنوان رئیس هیئت مدیره دی‌بی‌اس بانک فعالیت می‌کند.